# Варчук, Сергей Иванович
Серге́й Ива́нович Варчу́к (род. 19 апреля 1956, Свердловск, Свердловская область, РСФСР, СССР) — советский и российский актёр театра и кино, телеведущий.
Известен, главным образом, своей дебютной главной ролью в советском художественном фильме «Не могу сказать „прощай“» (1982).

## Биография
Родился 19 апреля 1956 года в городе Свердловске в семье рабочих. Отец — Иван Варчук, родом из Украинской ССР, мать — из Перми. Старшая сестра Вера Варчук (род. 31 декабря 1952) — изначально актриса театра и кино, в настоящее время работает в туристическом бизнесе.
С детства Сергей мечтал стать военным моряком.
После окончания средней школы в 1973 году поступал в Ленинградское высшее инженерное морское училище имени адмирала С. О. Макарова (ЛВИМУ), но не прошёл медицинскую комиссию по зрению. Потом предпринял попытку поступить в Ленинградский кораблестроительный институт, но «срезался» на экзамене по физике из-за конфликта с преподавателем, которая во время экзамена сделала ему замечание по поводу его внешнего вида (Сергей был одет в старый костюм).
Вернувшись в родной Свердловск, поступил на физический факультет Уральского государственного университета имени А. М. Горького, где задержался недолго. В то время его родная старшая сестра Вера заканчивала учёбу в Свердловском театральном училище и пригласила брата на свой дипломный спектакль, после чего Сергей всерьёз «заразился» театральной жизнью. Лекции в университете становились ему всё менее интересны.
Закончив первый семестр, он взял академический отпуск и ушёл на срочную военную службу в рядах Советской армии, чтобы за два года окончательно решить, чего же он всё-таки хочет. Служил в ВВС СССР.
После увольнения в запас вернулся в Свердловск, где целый месяц не занимался ничем, кроме гульбы, посещения ресторанов и т. п. Затем, вовремя взяв себя в руки и твёрдо решив стать актёром, подготовил с помощью сестры Веры программу и поступил в Свердловское театральное училище, но в душе мечтал учиться на актёра в Москве.
После первого курса поехал в столицу, где при поступлении в театральный вуз дошёл до третьего тура. Но так как его документы (аттестат о среднем образовании), необходимые для поступления, находились в отделе кадров театрального училища в Свердловске, на третий тур его не допустили. На следующий год повторилось всё то же самое.
В 1978 году Сергей досрочно сдал очередную сессию в училище, уговорил сотрудницу отдела кадров тайно выдать ему на время его документы и в третий раз отправился в Москву, где поступил на актёрский факультет Школы-студии МХАТ (руководитель курса — Олег Николаевич Ефремов), который окончил в 1982 году.
Всесоюзную известность Сергей Варчук получил в 1982 году благодаря своей дебютной главной роли в советском художественном фильме «Не могу сказать „прощай“» режиссёра Бориса Дурова, которого актёр считает своим «крёстным отцом» в кинематографе. Роль Сергея Ватагина в этой картине до сих пор является «визитной карточкой» актёра. Для этой роли Варчук, по его признанию, прошёл специальную дополнительную подготовку: 

«… Я месяц ходил в Институт спинно-мозговой травматологии, наблюдал за больными, общался с ними. Несколько уроков резьбы по дереву взял, чтобы в кадре правильно держать инструмент. Точно так же на коляске пробовал кататься, чтобы достаточно лихо с ней управляться. Да и деревья пилить сами учились в леспромхозе, где снимали эти сцены. Нам специально выделяли деревья, которые можно было валить, и мы старались правильно это делать. Поэтому фильм получился правдоподобным.»— Сергей Варчук.
В разные годы актёр служил в МХАТ СССР имени М. Горького, Московском драматическом театре имени Н. В. Гоголя, Российском академическом молодёжном театре, Московском театре-студии на Спартаковской площади, Московском драматическом театре имени К. С. Станиславского, Центральном академическом театре Советской армии (ЦАТСА), принимал участие в антрепризных спектаклях Центрального академического театра Российской армии (ЦАТРА).
В марте 2022 года подписал обращение в поддержку военного вторжения России на Украину (2022).

## Семья
- Первая жена — Елена. Супруги прожили вместе несколько лет. После расставания в 1992 году Елена уехала работать в США, а их девятилетняя дочь Александра осталась с отцом Сергеем в России[4].
  - Дочь — Александра Сергеевна Варчук (род. 1983[7]). В настоящее время живёт самостоятельно, выбрала профессию дизайнера[4]. В 2012 году работала управляющей и байером (закупщиком товаров) в российской компании «Bosco di Ciliegi»[7].
- Вторая жена — Ольга[4].
  - Сын — Иван Сергеевич Варчук (род. 2004)[4][8].

## Творчество

### Роли в театре
- «Дни Турбиных» по одноимённой пьесе Михаила Булгакова — Александр Брониславович Студзинский, капитан
- «Это так» по пьесе «Это так, если вам так кажется» Луиджи Пиранделло — сеньор Поица
- «Таланты и поклонники» по одноимённой пьесе А. Н. Островского —
- «Томас Беккет» по пьесе «Беккет, или Честь Божья» Жана Ануя — Томас Беккет

### Фильмография
- 1982 — Не могу сказать «прощай» — Сергей Ватагин (главная роль)
- 1982 — Полигон — Михаил Карпович, лейтенант
- 1984 — Благие намерения — Виктор Лобов, сотрудник редакции
- 1984 — Как стать знаменитым —
- 1984 — Ускорение — Юрий
- 1985 — Город над головой — Александр (главная роль)
- 1985 — Говорит Москва — Евгений Орлов, лейтенант
- 1985 — Тайная прогулка — Николай Арефьев, разведчик, лейтенант Красной армии, командир взвода (главная роль)
- 1986 — Голова Горгоны — Сергей Светлов (главная роль)
- 1986 — Михайло Ломоносов — Гриня
- 1986 — Мостик (в составе киноальманаха «Мостик»)
- 1986 — Прости
- 1986 — Одинокий автобус под дождём — Бабура
- 1987 — Следствие ведут ЗнаТоКи. Дело № 20 «Бумеранг» — Миша, экскурсовод
- 1988 — Серая мышь — Борис Зеленин
- 1988 — Эти… три верные карты… — Нарумов
- 1989 — И вся любовь — Игорь, молодой председатель колхоза
- 1989 — Опалённые Кандагаром — Шестаков
- 1989 — Похищение чародея — Жюль Валент, младший научный сотрудник из будущего
- 1990 — …По прозвищу «Зверь» — сослуживец Савелия Говоркова
- 1991 — Губернаторъ
- 1991 — Меченые — Георгий (главная роль)
- 1992 — Печальный рай
- 1993 — Витька Шушера и автомобиль
- 1993 — Счастливый неудачник — Ермолай Спиридонович Чумовой, учитель физкультуры
- 1994 — Балтийская любовь (новелла «Регина и Сергей. Латышское лето 1991-го»)]] (Эстония) — Сергей
- 1994 — Волшебник Изумрудного города — Уорра, вождь Летучих обезьян
- 1995 — Под знаком Скорпиона — эпизод
- 1997 — Графиня де Монсоро — де Рибейрак, приближённый герцога Анжуйского
- 1998 — Самозванцы (все сезоны) — Гриша, муж Тани Шалумовой
- 1999 — Поворот ключа — Юрий Рогозин, журналист
- 2000 — Русский бунт — Зурин, кавалерист
- 2000 — Открытое море цветов (Япония) — Петр Иванович Рикорд
- 2001 — Воровка — Сергей Балашов (главная роль)
- 2001 — Золото Югры — Андрей Ерёмин («Утюг»)
- 2002 — Тайный знак[9] — Алексей Иванович Скворцов, старший лейтенант милиции
- 2002 — Дронго — «Чистильщик», киллер
- 2003 — Люди и тени 2. Оптический обман — Уланов
- 2004 — Рокировка — Воронин, следователь
- 2004 — Родственный обмен — Юрий Тобольцев
- 2004 — Слепой — эпизод
- 2005 — Наследницы 2 — Илья, друг Саши
- 2006 — Вызов (2-й сезон, фильм № 4 «Предсказание») — Павел Нестерихин, сотрудник внутренних органов
- 2006 — Адвокат (3-й сезон, фильм № 8 «Ради любви») — Николай Сергеевич Стеклов
- 2006 — Любовники — Константин, отец Кости
- 2006 — Клуб (5-й сезон) — отец Полины
- 2006 — Евлампия Романова. Следствие ведёт дилетант (3-й сезон; фильмы № 7 «Канкан на поминках», № 8 «Прогноз гадостей на завтра», № 9 «Хождение под мухой») — Слава Рожков
- 2006 — Пять минут до метро — Григорий Матвиенко, муж Надежды
- 2008 — Женщина желает знать — Эдуард
- 2008 — Вероника не придёт — Андрей, сын Вероники
- 2008 — Дело было в Гавриловке 2 — Виталий Медведев, популярный актёр телесериалов
- 2008 — Позвони в мою дверь — Михаил Потапыч
- 2008 — Криминальное видео — Алексей Алексеевич Балашов, начальник убойного отдела
- 2010 — Мент в законе 2 (фильм № 3 «Чёрный интернационал») — Евгений Брайнин
- 2011 — Фанат 3. Возвращение «Малыша» — Олег Иванович, тренер
- 2011 — Фарфоровая свадьба — Андрей Иванович Григорьев, следователь прокуратуры
- 2011 — Контригра — Фридрих Вильгельм Эрнст Паулюс, генерал-фельдмаршал
- 2011 — Чокнутая — Александр Доронин, подполковник милиции
- 2013 — Станица — казачий атаман
- 2013 — Морские дьяволы. Смерч. Судьбы (фильм № 13 «Своя среди чужих») — шеф
- 2013 — Второе восстание Спартака — Геращенко, полковник
- 2015 — Точки опоры — Сергей Алексеевич Владовский, новый директор научного центра
- 2015 — Галоп-апофеоз (короткометражный) — Симонов, в прошлом известный, а ныне всеми забытый актёр (главная роль)[10]
- 2016 — Таинственная страсть — Борис Леонидович Пастернак, русский поэт, писатель и переводчик
- 2016 — Больше, чем врач — Илья Андреевич Корнеев, отец Михаила
- 2016 — Всё по закону — Виктор Табашников, полковник юстиции, отец Алексея
- 2016 — Большие деньги (Фальшивомонетчики) — Сергей Иванович Селезнёв, полковник, начальник отделения полиции
- 2022 — Сирийская соната — Житков

#### Озвучивание
- 1998 — Идеальное убийство — Дэвид Шоу (роль Вигго Мортенсена)
- 2001 — Медвежатник — Ник Уэллс (роль Роберта де Ниро)
- 2002 — Остин Пауэрс: Голдмембер — Том Круз в роли самого себя, исполняющего роль Остина Пауэрса
- 2004 — Дрянные девчонки — отец Кэйди Хирон, зоолог (роль Нила Флинна)
- 2007 — Кто вы, мистер Брукс? — мистер Эрл Брукс (роль Кевина Костнера)

### Телевидение
- С марта по май 1998 года был ведущим телепрограммы о дорожном движении «Место происшествия» на телеканале «ТВ-6»[11].
- С сентября 1998 года по июль 1999 года был ведущим программы «Не моргай!» в рамках детского канала «Витамин роста» на телеканале «ТВ Центр».
- С 1999 по 2000 годы Сергей Варчук работал ведущим криминальной программы «Дорожный патруль. Расследование» на телеканале «ТВ-6»[12][13].
- С июля 2001 года[14] по июль 2003 года был ведущим телевизионной программы «Служба спасения» на телеканале «НТВ»[13][15].

### Участие в клипах
- 1997 — Новый год — Ирина Дюкова
- 2001 — День рождения — Татьяна Маркова

## Награды
- 1986 — лауреат премии КГБ СССР.
- 2008 — специальный приз-премия главы города Бердянска (Украина) Евгения Шаповалова «За создание образа современного героя на экране» на XI Бердянском международном кинофестивале[4][8][10][16].
- 2015 — благодарность настоятеля Пересветовского подворья Свято-Троицкой Сергиевой лавры протоиерея Константина Харитонова за участие в Рождественском вечере-концерте в 2015 году[4][10].
- 2021 — Почётная грамота Президента Российской Федерации (15 декабря 2021 года) — за заслуги в развитии отечественной культуры и искусства, многолетнюю плодотворную деятельность[17].